# Stenotabanus parallelus
Stenotabanus parallelus är en tvåvingeart som först beskrevs av Walker 1848.  Stenotabanus parallelus ingår i släktet Stenotabanus och familjen bromsar. Inga underarter finns listade i Catalogue of Life.